# 南島原市立深江小学校
南島原市立深江小学校（みなみしまばらしりつ ふかえしょうがっこう）は、長崎県南島原市深江町丁に本校を置く公立小学校。

## 概要
歴史
1874年（明治7年）開校。数回の改称を経て2006年（平成18年）に現校名となった。2014年（平成26年）に創立140周年を迎えた。分校を2校有する。
学校教育目標
「夢・いのち輝く日本一元気な学校」
校章
旧深江町の町章に「小」の文字を表すため、4本線を入れている。
校歌
1961年（昭和36年）に制定。作詞は市瀬正生、作曲は山口健作による。歌詞は2番まであり、両番に校名の「深江」が登場する。
分校

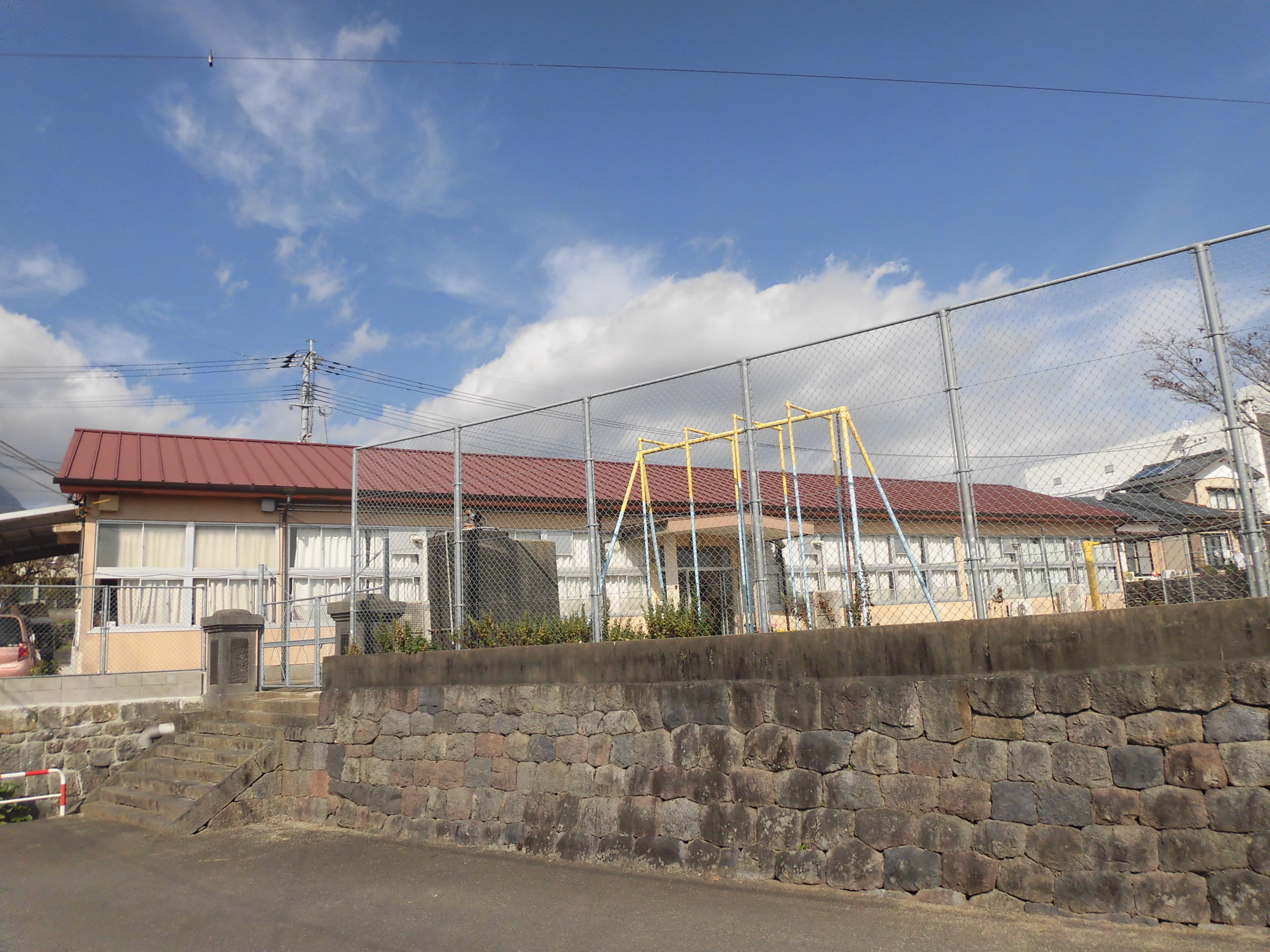
馬場分校

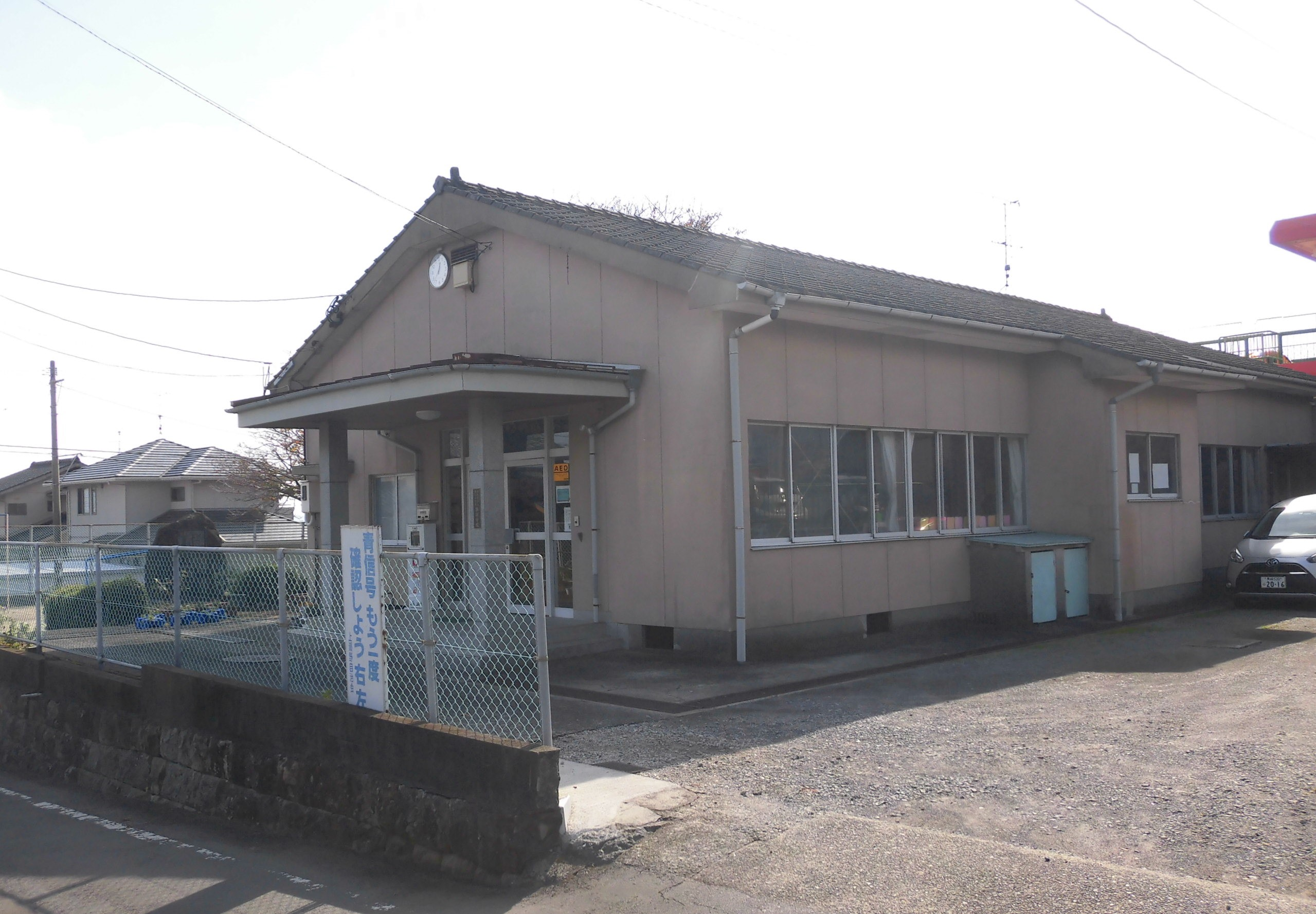
諏訪分校

- 馬場分校 - 〒859-1503 南島原市深江町丙751番地 （北緯32度42分59.6秒 東経130度20分53.7秒 / 北緯32.716556度 東経130.348250度）
- 諏訪分校 - 〒859-1504 南島原市深江町丁5340番地 （北緯32度44分9.0秒 東経130度21分50.5秒 / 北緯32.735833度 東経130.364028度）

校区
南島原市深江地区の「立横馬場、川原、八立、本町、上町、折口、須ノ崎、川端、天ノ木、中島、船川、下市場、上市場、大木、芝所、若葉台、松山、中原、下瀬野、中瀬野、上瀬野、柴原、川原端」。中学校区は南島原市立深江中学校。
- 以上の校区の3-6年生はすべて深江小学校本校に通学する。
- 以上の校区のうち、立横馬場、川原、八立、本町、上町、折口、須ノ崎、川端、天ノ木、中島、船川の1-2年生は馬場分校に通学する。
- 以上の校区のうち、下瀬野、中瀬野、上瀬野、柴原、川原端の1年生は諏訪分校に通学する。

## 沿革
- 1874年（明治7年）10月 - 深江村馬場名に「第五大学区 第三中学区[2] 深江小学校」が開校。
- 1877年（明治10年）6月4日 - 学区改正[3]により、「第五大学区第二中学区[4]深江小学校」に改称。
- 1878年（明治11年）12月24日 - 郡制の施行に伴い学区が改正され、「南高来郡 島原部[5] 深江小学校」となる。
- 1883年（明治16年）10月 -「深江学区 公立中等深江小学校」に改称。
- 1886年（明治19年）9月 - 小学校令の施行により、「深江学区 尋常深江小学校」（修業年限4年）に改称。
- 1889年（明治22年）4月 - 町村制の施行により、深江村立の小学校となる。
- 1892年（明治25年）9月 - 小学校令の改正により、「深江尋常小学校」（修業年限4年）に改称（「尋常」の位置が変更になる）。
- 1901年（明治34年）9月 - 諏訪名百間馬場（現在地）に校舎を新築し移転を完了。旧校舎を馬場分教場とする。
- 1902年（明治35年）12月 - 第二校舎が完成。
- 1903年（明治36年）4月 - 高等科（修業年限4年）を併置し「深江尋常高等小学校」に改称（尋常科4年・高等科4年）。
- 1908年（明治41年）4月 - 小学校令の改正により、義務教育年限（尋常科の修業年限）が4年から6年に延長される。
  - 旧高等科1年を尋常科5年に、旧高等科2年を尋常科6年に、旧高等科3年を高等科1年に、旧高等科4年を高等科2年に振り替える。
  - 修業年限が尋常科4年・高等科4年から「尋常科6年・高等科2年」に変更となる。
- 1909年（明治42年）4月 - 馬場分教場を改築。
- 1913年（大正2年）1月 - 諏訪分教場を新設。
- 1917年（大正6年）4月 - 「深江農業補習学校」が併設される。
- 1924年（大正13年）4月 - 高等科（2年）修了者を対象に補習科（修業年限1年）を設置。
- 1926年（大正15年）7月 - 併設の農業補習学校が「青年訓練認定 深江農業補習学校」となる。
- 1937年（昭和12年）4月 - 併設の補習科が布津青年学校に改組される。
- 1941年（昭和16年）4月1日 - 国民学校令の施行により、「深江村深江国民学校」に改称。尋常科を初等科に改める（初等科6年・高等科2年）。
- 1947年（昭和22年）4月1日 - 学制改革（六・三制の実施）が行われる。
  - 国民学校の初等科が改組され、「深江村立深江小学校」となる。馬場分教場を「馬場分校」、諏訪分教場を「諏訪分校」とする。
  - 国民学校の高等科は青年学校の普通科とともに改組され、新制中学校「深江村立深江中学校」となる。
    - 校舎が完成するまでの間、深江中学校に西校舎7教室を貸与。
- 1955年（昭和30年）1月 - 水道を設置。
- 1960年（昭和35年）10月 - 諏訪分校に上水道設備が設置される。
- 1961年（昭和36年）10月 - 校歌を制定。
- 1962年（昭和37年）5月3日 - 深江町の発足により、「深江町立深江小学校」に改称。
- 1970年（昭和45年）5月 - 校舎改築工事（第一期）を開始。
- 1991年（平成3年）
  - 6月 - 雲仙普賢岳の噴火。
  - 8月 - 深江小学校（本校および諏訪分校）・中学校が仮設校舎での授業を開始[6]。
- 1992年（平成4年）10月 - 仮設校舎での授業を終了し、校舎に復帰[6]。
- 2006年（平成18年）3月31日 - 南島原市の発足に伴い、「南島原市立深江小学校」（現校名）に改称。

## 交通アクセス
最寄りのバス停
- 本校 - 島鉄バス 加津佐・有家・島原駅線など 「宮ノ前」バス停
  - 馬場分校 - 島鉄バス 加津佐・有家・島原駅線など 「深江舟津」バス停
  - 諏訪分校 - 島鉄バス 加津佐・有家・島原駅線 「深江老人ホーム前」バス停

最寄りの国道
- 国道251号（島原街道）

最寄りの鉄道駅
- かつては本校と馬場分校の近くに島原鉄道線の「深江駅」、諏訪分校の近くに「瀬野深江駅」があったが、2008年（平成20年）3月末に廃止された。

## 周辺
本校
- 南島原市立深江埋蔵文化財管理室
- 南島原市立深江中学校
- 南島原市立深江体育館
- 諏訪神社
- 南島原市役所 深江庁舎（旧・深江町役場）
- 南島原市立深江図書館
- 南島原市立深江衛生センター
- 長崎県警察 南島原警察署 深江警察官駐在所
- 十八親和銀行深江支店

馬場分校
- 十八親和銀行深江中央支店

諏訪分校
- 瀬野簡易郵便局

## 参考資料
- 「深江町郷土誌」（1971年（昭和46年）10月1日発行, 深江町郷土誌編纂委員会）p.454 -
- 「長崎新聞に見る長崎県戦後50年史（1945～1995）」（1995年（平成7年）8月9日発行, 長崎新聞社）「深江町」